# Термінал ЗПГ Дапенг
Термінал ЗПГ Дапенг –  китайський інфраструктурний об’єкт для імпорту зрідженого природного газу (ЗПГ), який знаходиться на півдні країни на східном узбережжі затоки Дапенг.
У 21 столітті в Китаї на тлі зростання попиту на блакитне паливо узялись за створення численних комплексів по прийому ЗПГ. Першим серед них став термінал Дапенг, який ввели в дію у 2006 році поблизу від одного з найбільш економічно розвинених регіонів країни Гуанчжоу/Шеньчжень/Гонконг. 
Термінал первісно мав два резервуари для зберігання ЗПГ, до яких вже у 2007-му додали третій, а в середині 2010-х років четвертий. Кожен з них має ємність у 160 тис м3, що забезпечує загальну ємність резервуарного парку у 640 тис м3. Також зростала і пропускна здатність об’єкту, яка збільшилась із первісних 3,7 млн тон до 7,7 млн тон на рік.
Біля причалу терміналу можут швартуватись газовози ємністю до 217 тис м3.
Видача регазифікованої продукції здійснюється через дві трубопровідні системи, споруджені у комплексі із самим терміналом – Дапенг – Гуанчжоу (із відгалуженнями до Шеньчженю та Хуейчжоу) та Дапенг – Гонконг. В 2018 році з метою можливого маневру ресурсом до самого терміналу Дапенг під’єднали за допомогою перемички завдовжки 1,2 км термінал ЗПГ Шеньчжень Д’єфу (Shenzhen Diefu), будівництво якого завершувалось на сусідньому майданчику.
В липні 2019-го на термінал Дапенг прибув 1000-й газовоз з початку діяльності, при цьому вже було здійснено прийом 67 млн тон ЗПГ походженням із 20 країн.
Проект спільно реалізували China National Offshore Corporation (CNOOC, 33%), консорціум компаній провінції Гуандун (31%, сформований Shenzen Investment Holding Company, Guangdong Electric Power Holding Company, Guangzhou Gas Company, Dongguan Fuel Industrial General Company та Foshan Municipal Gas General Company), British Petroleum (30%), а також Hong Kong Electric and Light Company (3%) і Hong Kong and China Gas Corporation (3%).